# La Ronde (Charente-Maritime)
La Ronde település Franciaországban, Charente-Maritime megyében. Lakosainak száma 1005 fő (2022. január 1.). La Ronde Courçon, La Grève-sur-Mignon, Saint-Cyr-du-Doret, Taugon, Saint-Hilaire-la-Palud, Damvix és Maillé községekkel határos.

## Népesség
A település népességének változása:
| Lakosok száma | 787  | 679  | 703  | 851  | 1090 | 1063 | 1050 | 1031 | 1021 | 1005 |
|               | 1968 | 1982 | 1990 | 2006 | 2013 | 2015 | 2017 | 2019 | 2020 | 2022 |